# 旁轴相机

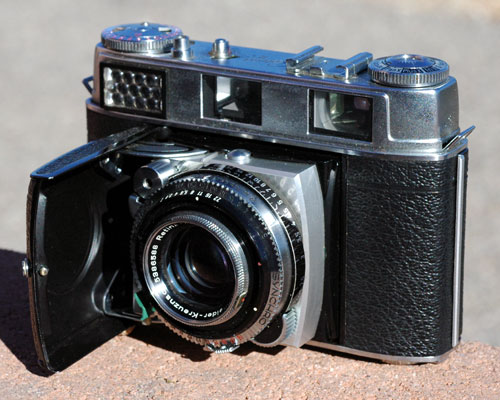
柯达产的旁轴相机

旁軸相機（英語：Rangefinder Camera，簡稱RF），又稱連動測距式相機，旁轴相机是指装有测距仪的相机，通常是裂像式测距仪：一种测距对焦机制，让摄影师可以测量拍摄距离并拍摄清晰的照片。由于不需要五棱镜反射光线，旁轴相机相对而言可以造得更加轻便、小巧一些，傻瓜照相机基本均为旁轴相机。不过，旁轴相机中也有专业级的产品，如莱卡的M系列。光学相机和数码相机都可以造成旁轴的。
大多数测距仪相机都会显示同一主体的两张影像，其中一幅影像会在校准轮转动时移动；当两张影像重合并融合为一时，即可从校准轮上读出距离。老式的非耦合测距相机会显示对焦距离，并要求摄影师将数值传输到镜头对焦环；没有内建测距仪的相机可以在配件热靴中安装外部测距仪。早期此类相机的取景器和测距仪视窗是分开的；后来，测距仪被整合到取景器中。更现代的设计将测距仪与对焦机制耦合，以便在测距仪影像融合时镜头能够正确对焦；这与非自动对焦单眼相机中的对焦屏不同。

## 歷史
第一批測距儀（有時也稱為「測距計」）出現於二十世紀；第一台上市的測距相機是 1916 年的 3A Kodak Autographic Special；測距儀是耦合式的。 1925 年的 Leica I 本身並不是測距相機，但它普及了附件測距儀的使用。 1932 年推出的 Leica II 和 Zeiss Contax I 作為 35 毫米測距相機取得了巨大成功，而同樣在 1932 年推出的 Leica Standard 則取消了測距儀。 Contax II（1936 年）將測距儀整合在觀景器的中央。
測距相機在 20 世紀 30 年代至 70 年代非常常見，但較先進的型號逐漸被單眼相機 (SLR) 所取代。
多年來，旁軸相機有各種尺寸和膠卷格式，從 35 毫米到中片幅（膠卷）再到大畫幅新聞相機。直到 1950 年代中期，大多數旁軸相機通常安裝在更昂貴的相機型號上。折疊式風箱底片相機，例如 Balda Super Baldax 或 Mess Baldix、柯達 Retina II、IIa、IIc、IIIc 和 IIIC 相機以及 Hans Porst Hapo 66e（Balda Mess Baldix 的廉價版本），通常都裝有旁軸相機。

## 相關連結
- 单镜反光相机

## 外部連結
- Voigtlander Rangefinders （页面存档备份，存于） A brief write-up on Voigtlander Rangefinders by Matthew Joseph.
- Looking Forward （页面存档备份，存于）: rangefinder design in the context of viewfinder design, by Rick Oleson.
- . Matt's Classic Cameras.   [2021-01-31]. （原始内容存档于2006-07-17）.